# Michelia (publikacja)
Michelia – włoskie czasopismo mykologiczne wychodzące w latach 1877– 1882. Założone zostało przez Pier Andrea Saccardo.
Prawa autorskie do artykułów i ilustracji już wygasły. Online dostępne są zdigitalizowane numery czasopisma w latach 1877–79 oraz 1880–82. Opracowano 5 istniejących w internecie skorowidzów umożliwiających odszukanie artykułu:
- Title – na podstawie tytułu
- Author – na podstawie nazwiska autora
- Date – według daty
- Collection – według grupy zagadnień
- Contributor – według instytucji współpracujących

Istnieje też skorowidz alfabetyczny obejmujący wszystkie te grupy zagadnień.